# Восточнотиморско-португальские отношения
Восточнотиморско-португальские отношения — двусторонние дипломатические отношения между Восточным Тимором и Португалией. Государства являются членами Содружества португалоязычных стран и Организации Объединённых Наций.

## История
В 1520 году первые португальцы прибыли на Тимор в поисках специй. В XVII веке на Тимор прибыли голландцы, заселившие западную половину острова. В Нидерландско-португальском соглашении от 1859 года было официально закреплено разделение острова. Восточный Тимор стал преимущественно католическим регионом, что является наследием правления Португалии. Только после второй половины XX века Португалия смогла наладить эффективный контроль над Восточным Тимором.
Вследствие боевых действий между соперничающими группами, стремящимися к независимости от Португалии, Индонезия осуществила вторжение в Восточный Тимор и аннексировала его в 1976 году после того, как 28 ноября 1975 года Восточный Тимор объявил о независимости от Португалии. В результате вторжения Португалия разорвала дипломатические отношения с Индонезией.
В 1987 году премьер-министр Португалии Анибал Каваку Силва обвинил Индонезию в нарушении «самых элементарных прав человека» в Восточном Тиморе и в подготовке фальсификации предстоящих выборов. Далее Анибал Каваку Силва заявил, что его правительство поддерживает самоопределение Восточного Тимора.
В начале 1990-х годов Организация Объединённых Наций продолжала считать Португалию законной административной властью в Восточном Тиморе. Со своей стороны, португальские официальные лица видели «моральное обязательство» продолжать участие в делах бывшей колонии. Португалия пыталась добиться от правительства Индонезии согласия на урегулирование и даже на предоставлении независимости Восточному Тимору. Однако, Индонезия отказалась от этого предложения из-за опасений, что другие сепаратистские движения в стране могут воспользоваться этим.

## Государственные визиты
В 2007 и 2010 годах президент Восточного Тимора Жозе Рамуш-Орта посещал премьер-министра Португалии Жозе Сократеша. Жозе Сократеш заявил, что Португалия будет укреплять отношения с Восточным Тимором в различных сферах, включая образование, правосудие, технологии и политику, добавив, что эти сферы жизненно важны для будущего этого государства.

## Помощь Португалии Восточному Тимора
Португалия является крупнейшим донором иностранной помощи Восточному Тимору, предоставив более 350 миллионов долларов США с тех пор, как это государство проголосовало за независимость от Индонезии в 1999 году.

## Соглашения
В 2005 году государства подписали программу военно-технического сотрудничества.

## Помощь в обеспечении безопасности
В 2006 году после вспышки насилия министр иностранных дел Восточного Тимора Жозе Рамуш-Орта попросил направить войска и полицию из Австралии, Новой Зеландии, Малайзии и Португалии, чтобы помочь подавить беспорядки вокруг Дили.
Премьер-министр Жозе Сократеш заявил, что Португалия планирует направить контингент военизированной полиции в Восточный Тимор, если мандат миссии Организации Объединённых Наций там будет продлен. Позже в том же месяце президент Португалии Анибал Каваку Силва заявил, что ситуация в Восточном Тиморе очень серьёзная, и Португалия поддержит народ Восточного Тимора и сделает все возможное для восстановления мира. Затем Португалия направила отряд своей Национальной республиканской гвардии из 120 человек военной полиции. К ноябрю 2006 года Восточный Тимор обратился в ООН и к правительству Португалии с официальным запросом на удвоение численности полиции. В 2007 году президент Жозе Рамуш-Орта заявил после встречи со своим португальским коллегой, что Восточный Тимор будет нуждаться в международных силах для поддержания безопасности «ещё несколько лет».

## Дипломатические представительства
- Восточный Тимор имеет посольство в Лиссабоне[17].
- У Португалии есть посольство в Дили[18].